# ArDM
 (novembre 2021).
L'expérience ArDM (Argon Dark Matter) est une expérience de physique des particules basée sur un détecteur d'argon liquide, dont le but est de mesurer les signaux des WIMPs (Weakly Interacting Massive Particles), qui constituent probablement la matière noire dans l'univers. La diffusion élastique des WIMPs à partir des noyaux d'argon est mesurable en observant les électrons libres de l'⁣ionisation et les photons de la scintillation, qui sont produits par le recul du noyau interagissant avec les atomes voisins. Les signaux d'ionisation et de scintillation peuvent être mesurés avec des techniques de lecture dédiées, qui constituent une partie fondamentale du détecteur.
Afin d'obtenir une masse cible suffisamment élevée, l'argon, un gaz noble, est utilisé en phase liquide comme matériau cible. Le point d'ébullition de l'argon étant à 87 K à pression normale, le fonctionnement du détecteur nécessite un système cryogénique.

## Objectifs expérimentaux
Le détecteur ArDM vise à détecter directement les signaux des WIMPs via la diffusion élastique des noyaux d'argon. Lors de la diffusion, une certaine énergie de recul - typiquement comprise entre 1 keV et 100 keV - est transférée du WIMP au noyau d'argon.
On ne sait pas à quelle fréquence un signal d'interaction WIMP-argon peut être attendu. Ce taux dépend du modèle sous-jacent décrivant les propriétés du WIMP. L'un des candidats les plus populaires pour un WIMP est la particule supersymétrique la plus légère (LSP) ou neutralino des théories supersymétriques. Sa section efficace avec les nucléons se situe vraisemblablement entre 10 − 12 pb et 10 − 6 pb, faisant des interactions WIMP-nucléon un événement rare. Le taux d'événement total peut être augmenté en optimisant les propriétés de la cible, telles que l'augmentation de la masse cible. Le détecteur ArDM devrait contenir environ une tonne d'argon liquide. Cette masse cible correspond à un taux d'événements d'environ 100 événements par jour à une section efficace de 10 − 6 pb ou 0,01 événement par jour à 10 − 10 pb.
Les taux de petits événements nécessitent un puissant rejet d'arrière-plan. Un arrière-plan important provient de la présence de l'isotope instable 39Ar dans l'argon naturel liquéfié de l'atmosphère. 39Ar subit une désintégration bêta avec une demi-vie de 269 ans et un point final du spectre bêta à 565 keV. Le rapport de l'ionisation sur la scintillation des interactions électroniques et gamma est différent de celui produit par la diffusion WIMP. L'isotope 39Ar est donc bien distinguable, avec une détermination précise du rapport ionisation/scintillation. Comme alternative, l'utilisation d'argon appauvri provenant de puits souterrains est envisagée.
Les neutrons émis par les composants du détecteur et par les matériaux entourant le détecteur interagissent avec l'argon de la même manière que les WIMPs. Le bruit de fond neutronique est donc quasiment indiscernable et doit être réduit au mieux, par exemple en choisissant soigneusement les matériaux des détecteurs. De plus, une estimation ou une mesure du flux de neutrons restant est nécessaire.
Le détecteur est prévu pour fonctionner sous terre afin d'éviter les bruits de fond induits par les rayons cosmiques.

## État de la construction
Le détecteur ArDM a été assemblé et testé au CERN en 2006. Des études en surface de l'équipement et des performances du détecteur ont été réalisées avant qu'il ne soit déplacé sous terre en 2012 dans le laboratoire souterrain de Canfranc en Espagne. Il a été rempli, mis en service et testé à température ambiante. Lors du passage souterrain d'avril 2013, le rendement lumineux a été amélioré par rapport aux conditions de surface.
De futurs essais d'argon gazeux froid sont prévus ainsi que la poursuite du développement des détecteurs. Les résultats de l'argon liquide sont prévus pour 2014.
Au-delà de la version d'une tonne, la taille du détecteur peut être augmentée sans changer fondamentalement sa technologie. Un détecteur d'argon liquide de dix tonnes est une possibilité d'expansion envisageable pour l'ArDM. Les expériences actuelles pour la détection de la matière noire à une échelle de masse de 1 kg à 100 kg avec des résultats négatifs démontrent la nécessité d'expériences à l'échelle de la tonne.

## Résultats et orientations futures

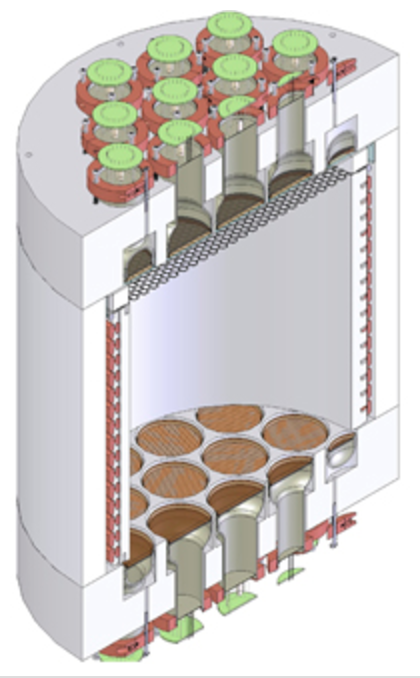
Design of DarkSide-50 liquid argon dewar containing the two-phase TPC.

Malgré l'étude de la matière intrinsèquement « noire », l'avenir semble prometteur pour le développement des détecteurs de matière noire. Le "Dark Side Program" est un consortium qui a mené et continue de développer de nouvelles expériences basées sur l'argon atmosphérique condensé (LAr), au lieu du xénon, liquide. Un appareil récent de Dark Side, le Dark Side-50 (DS-50), utilise une méthode connue sous le nom de "chambres à projection temporelle d'argon liquide à deux phases (LAr TPC)", qui permet la détermination tridimensionnelle des positions d'événement de collision créées par l'⁣électroluminescence créée par les collisions d'argon avec des particules de matière noire. Le programme Dark Side a publié ses premiers résultats sur ses découvertes en 2015, étant jusqu'à présent les résultats les plus sensibles pour la détection de matière noire à base d'argon. Les méthodes basées sur le LAr utilisées pour les futurs appareils présentent une alternative aux détecteurs au xénon et pourraient potentiellement conduire à de nouveaux détecteurs plus sensibles avec une capacité de plusieurs tonnes, dans un avenir proche.